# Edwardów (powiat biłgorajski)
Edwardów – wieś w Polsce położona w województwie lubelskim, w powiecie biłgorajskim, w gminie Biłgoraj. 
Wieś wchodzi w skład sołectwa: Brodziaki, Edwardów. Według Narodowego Spisu Powszechnego z roku 2011 wieś liczyła 44 mieszkańców i była 30. co do wielkości miejscowością gminy.
Wieś leży przy drodze powiatowej 2921L (Tereszpol-Zaorenda – Smólsko Małe). Do Edwardowa dobiega też lokalna, asfaltowa droga leśna, łącząca miejscowość z dzielnicą Piaski w Biłgoraju.
Miejscowość znajduje się na obszarze Równiny Biłgorajskiej i jest otoczona przez lasy Puszczy Solskiej.

## Historia
Wieś powstała na początku XIX wieku. Nazwa nawiązuje do Edwarda Nowakowskiego, syna założyciela wsi, Stanisława Kostki Nowakowskiego. Miejscowość liczyła wtedy kilkanaście domów. Niedaleko Edwardowa istniała osada – późniejsza leśniczówka o nazwie Kociołki.
W czasie wojny obronnej Polski w 1939 roku stacjonował tu sztab 23 Dywizji Piechoty pod dowództwem płka Władysława Powierzy. Żołnierze tej jednostki w dniach 16-17 września 1939 brali udział w odbywającej się w pobliżu bitwie o Biłgoraj.
W latach 1975–1998 miejscowość należała administracyjnie do województwa zamojskiego.